# Phyllodonta matalia
Phyllodonta matalia là một loài bướm đêm trong họ Geometridae.